# Діснейленд (станція метро)
22°18′56″ пн. ш. 114°02′42″ сх. д. / 22.3155° пн. ш. 114.0451° сх. д.
Діснейленд — станція Гонконгського метрополітену, лінії Disneyland Resort. Відкрита 1 серпня 2005 року. Станція знаходиться в районі Чхюньвань.

## Схема
| Зал (Рівень землі)        | Зал                                         | Діснейленд Гонконгу                             |
| Зал (Рівень землі)        | Зал                                         | Вихід, транспортні розв'язки                    |
| Зал (Рівень землі)        | Зал                                         | Обслуговування відвідувачів, автомати з продажу |
| (Перший рівень) Платформа | Platform 1                                  | У напрямку до станції Санні Бей                 |
| (Перший рівень) Платформа | Бічна платформа, Двері відкриваються вправо |                                                 |
| (Перший рівень) Платформа | -                                           | магазини та туалети                             |

## Дизайн
Дизайн станції виконаний у вікторіанському стилі, з просторими відкритими просторами. В оформленні також використовується тематика Діснея. Це друга станція метрополітену Гонконгу, має тільки одну платформу (інша — станція По Лем лінії Ченг Кван Про). Станція обладнана автоматичними воротами, що запобігають падіння пасажирів на рейки. Довжина автоматичних воріт дорівнює чотирьом вагонах поїзда, а в майбутньому може бути розширена. Такі ворота планується встановити на всіх лініях гонконгського метро.
Станція обладнана двома ескалаторами (вгору і вниз). На станції розташовані 2 невеликих вестибюля. Вихід тільки один — до Disneyland Resort (Гонконгівського Діснейленду).

## Галерея

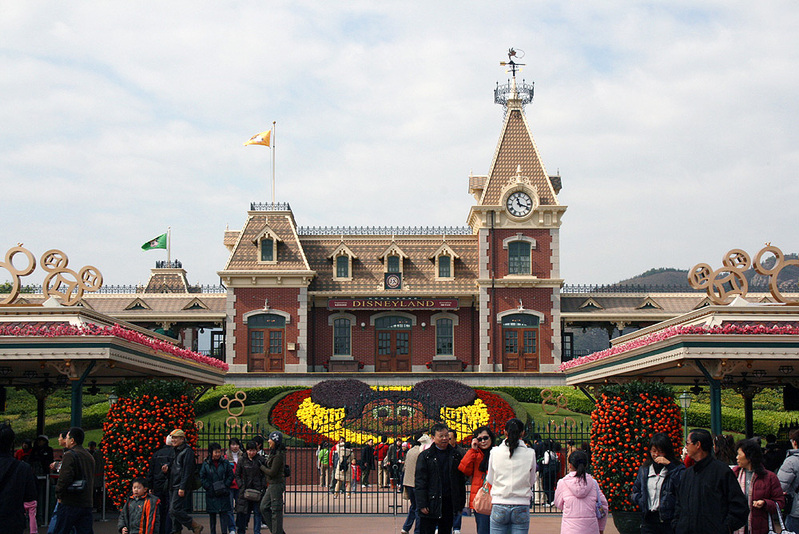
Вхід в Діснейленд Гонконгу
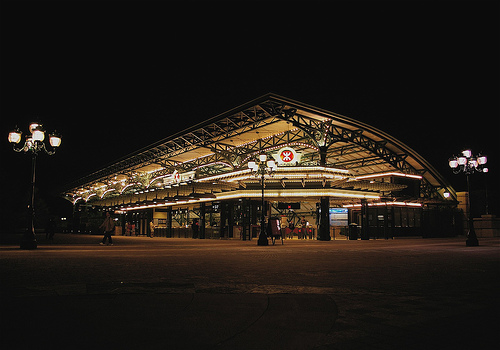
Станція вночі
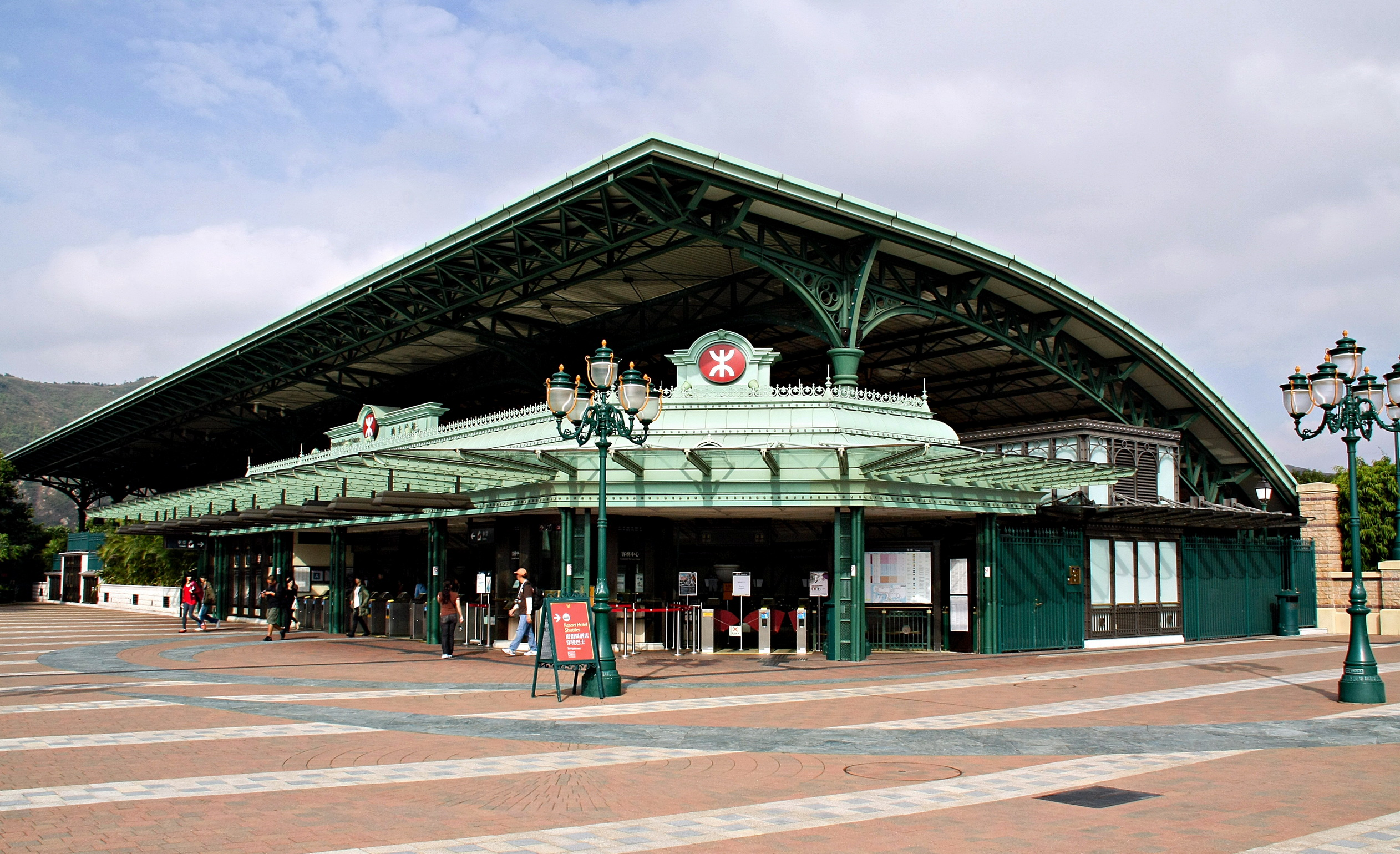
Станція «Діснейленд» у 2009 році
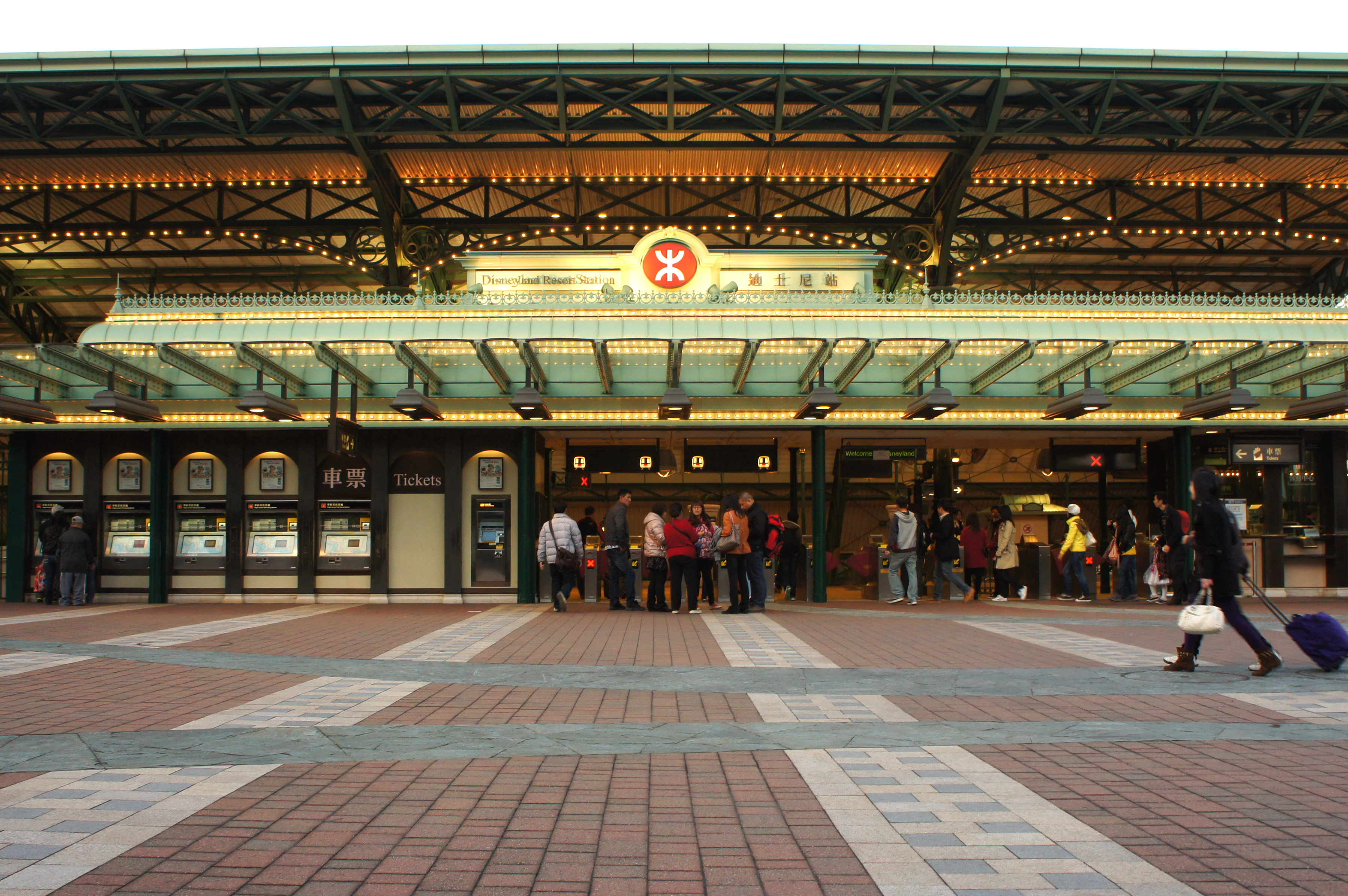
Станція «Діснейленд»